# 東日本大震災津波伝承館
東日本大震災津波伝承館（ひがしにほんだいしんさいつなみでんしょうかん）は、岩手県陸前高田市にある、東日本大震災にちなむ津波記念館。
高田松原津波復興祈念公園内にあり、道の駅高田松原に併設されている。

## 概要
2019年9月22日に開館した。展示面積は1,155平方メートル。愛称は「いわてTSUNAMIメモリアル」で、テーマは「命を守り、海と大地と共に生きる」。三陸地方における津波の歴史や、東日本大震災の津波およびその復興などに関係する写真や映像、被災物などを展示している。

## 情報
- 所在地：〒029-2204 岩手県陸前高田市気仙町字土手影180番地[2]
- 開館時間：9:00 - 17:00（最終入館16:30）
- 入館料：無料